# Дигби, Александр Александрович
Александр Александрович Дигби известен также как Александр Дигби (младший) (не позднее 1805, Российская империя — не ранее 1842) — российский архитектор итальянского происхождения, работавший в южных губерниях Российской империи. Тёзка своего отца, также архитектора Александра Петровича Дигби, работавшего в Астрахани на рубеже XVII—XIX веков, что часто приводит к путанице.

## Биография

### Отец
Александр Петрович Дигби (старший) (1758—после 1840) родом из северной Италии, из Тосканы. Это был один из множества иностранных специалистов — архитекторов, топографов, строителей, которые были привлечены Екатериной Великой для развития вновь присоединённых к Российской империи южных губерний. О его биографии до приезда в Россию известно очень мало. Он приехал в Астрахань в 1786 году и в качестве губернского архитектора плодотворно проработал до 1803 года.
В 1804 году Александр Дигби (старший) писал:
«Я итальянец по национальности и подданной Его Величества императора Австрии, мне 46 лет, я женат, имею четверых детей и тещу вдову… Я имел честь служить Её Императорскому Величеству в качестве архитектора губернского города Астрахани с 1786 по 1803 год и в этот промежуток времени я выполнял свои обязанности с успехом и со всем рвением…».
В 1803 году привлекался к суду, но был оправдан, в 1818-1825 работал в Одессе. Предположительно в 1825-1830 переехал в Херсон.

### Сын
Даже капитальное исследование В. И. Тимофеенко "Зодчии Украины" не дает никакой биографической информации о Дигби младшем. Его родство с Дигби старшим пока предположительно.
В третьем десятилетии XIX века А. А. Дигби (младший) работает в Новороссийской губернии, известны его крупные постройки в Керчи, где он служил городским архитектором вместе с И. И. Тумковским в 1830—1840 годах.

## Известные проекты А. Дигби (младшего)[1]

### Корректировка генерального плана Керчи 1831 и 1837 года
Генеральный план Керчи Ф. Шаля требовал переработки, так как город не стал губернским, а только центром Керчь-Еникальского градоначальства, более мелкой административной единицы. Она производилась дважды, в 1831 и 1837 годах, городскими архитекторами И. И. Тумковским и А. Дигби младшим. Устранены расхождений чертежа 1821 года с натурой и законодательно зафиксированы произошедшие в застройке изменения. Планы 1831 и 1837 годов служили определению дальнейшего территориального развития города. Согласно генеральному плану позднее были возведены Кушниковский институт для девиц, уездное училище, больница, а также колокольни для церквей – Троицкой и Иоанна Предтечи. Рост территории города сдерживали природные факторы: заболоченная дельта Мелек-Чесме на севере и солончаковое озеро на месте рыбного порта на юге. Проблема расширения была решена осушением дельты за счёт прорытия канала (1834 год).
Дигби младший разработал проект фонарного освещения, возвёл здания таможни (1832 - 1836 год), соорудил мост через канал, проектировал мощение улиц и руководил его осуществлением. Выполнил проекты: уездного училища (1835 - 1836 год, соавтор И. Тумковский), Кушниковского института благородных девиц (1838 - 1841 год), городской больницы, полицейского управления (1841 год), трапезной и колокольни церкви Иоанна Предтечи (1834, 1842 годы). Выдающейся работой Дигби было создание Митридатской лестницы, которая стала основным элементом всемирно известного архитектурного ансамбля (1833 - 1837 год, соавтор Г. Торичелли).

### Колокольняхрама Святого Иоанна Предтечи в Керчи
В связи с постоянным ростом христианского населения Керчи после присоединения Крыма к Российской империи раннесредневековых храмов уже недоставало. Сначала была построена ещё один церковь, а затем было принято решение об расширении храма Иоанна Предтечи. К августу 1803 года соорудили трёхнефную западную пристройку с хорами и колокольней. К 1835 году была возведена северная прямоугольная пристройка с пилястрами и фронтоном. В начале 1840-х годов церковь опять реконструировали, при этом старую колокольню заменил притвор, а вместо неё по проекту Александра Дигби возвели новую двухъярусную колокольню расположенную с западного фасада первоначального храма. 
- Храм Иоанна Предтечи. Акварель И. А. Иванова. 1803. До пристройки колокольни А. Дигби
- Проект колокольни. А.Дигби, 1842 год
- Современный вид колокольни проекта А. Дигби
- Проект лестницы на гору Митридат, архитектор А. Дигби,  1830
- Большая Митридатская лестница в начале XX века
- Современный вид

### Большая Митридатская лестница
На горе Митридат, господствующей над центральной частью города с античных времён, он спроектировал и возвёл в 1830-х годах грандиозную лестницу, с которой можно увидеть панораму города и берега Керченского пролива до Тамани. Сейчас это произведение архитектурного искусства имеет 432 ступеньки, ведущие на вершину горы Митридат. Строительство лестниц велось с 1833 по 1840 год. Тогда насчитывалось 214 ступенек и вели они к зданию Керченского музея древностей (прообразом его послужил Гефестион) проекта архитектора Г. И. Торичелли, также итальянца на русской службе. Лестницы, декорированные фигурами грифонов и большими вазами, были самой украшением города. Лестница состоит из трёх ярусов, соединяющих подножие Митридата и три террасы с городскими улицами. Ярусы объединяются смотровыми площадками, расположенными на террасах, каждый ярус образован чередованием фронтальных и боковых лестничных маршей с площадками. В отделке лестницы были использованы декорированные балюстрады и массивные каменные перила на фигурных стойках, смотровые площадки были украшены скульптурами грифонов и декоративными вазами. Фасады смотровых площадок и фронтальных маршей декорированы арками, замковые камни арок выделяются размерами и украшены барельефами львиных голов. В проекте применен художественный прием обратной перспективы.